# 이보헌
이보헌(李輔獻, 1939년 ~)는 청주지방법원과 전주지방법원에서 법원장을 역임한 법조인이다.

## 생애
1939년 충청북도 진천군에서 태어난 이보헌은 경기고등학교와 서울대학교 법학과를 졸업하고 제15회 고등고시 사법과에 합격하였다.
전주지방법원 남원지원 판사, 대전지방법원 홍성지원장, 서울고등법원 부장판사, 서울지방법원 동부지원장을 하다가 법원장으로 승진하여 청주지방법원과 전주지방법원에서 법원장을 하고 퇴임하여 법무법인 주성에서 변호사를 하였다.
1999년 10월 11일에 청주지방법원장에 취임하면서 "친절 봉사를 우선시하는 법원이 되도록 노력하겠다"고 밝혔다.

## 주요 판결
- 서울고등법원 형사4부 재판장으로 재직하던 1991년 7월 19일에 서울대와 이화여대 입시 부정 사건으로 기소된 학부모 등에 대한 항소심에서 서울시립대 조교수 채일희와 연세대 음대 강사 김대원에게 1심과 같이 징역2년, 한양대 강사 김정수에게 1심과 같이 징역1년 6월을 선고하면서 1심에서 징역2년을 선고받은 경희대 강사 이정건과 중앙대 강사 최기창에게 각각 징역1년 집행유예3년과 징역1년6월 집행유예3년으로 감경했다.[3] 8월 17일에 자민통 그룹 결성 사건으로 구속되어 국가보안법 이적단체 구성 등으로 1심에서 징역6년을 선고받은 전 전대협 의장 송갑석에 대해 "피고인은 자민통 그룹이 안기부의 고문과 가혹 수사에 의해 조작된 가공의 단체라고 주장하나 검찰 조사 과정에서의 진술한 내용의 임의성이 인정된다"며 징역5년 자격정지5년을 선고했다.[4] 12월 20일에 국가보안법 반국가단체 가입 등으로 1심에서 징역6년 자격정지6년을 선고받고 항소한 사노맹 편집위원인 박노해의 부인 김진주에 대해  징역4년 자격정지4년을 선고하였다.[5] 1992년 1월 24일에 명지대 학생 강경대 타살 사건과 관련된 재판에서 법정 소란으로 구속되어 1심에서  특수법정소동죄를 적용해 징역1년을 선고받은 강경대의 아버지에게 "피고인의 변호사에게 폭력을 행사하는 등 법정의 존엄과 권위를 송두리째 무너트린 행위는 엄히 처벌받아야 하지만 아들을 잃은 슬픔 때문에 우발적으로 빚어진 점을 정상참작한다"며 징역8월을 선고했다. 판결이 있은 직후 방청석에서 민가협 회원 등 50여명이 "사법부는 각성하라"는 등의 구호를 외쳤다.[6] 5월 25일에 지방선거와 관련하여 통,반장 부녀회원들에게 15kg 설탕 1000여 포대를 나눠줘 1심에서 당선 무효형인 벌금 50만원보다 낮은 벌금 40만원을 선고받은 인천시의회 이명복에게 원심을 깨고 벌금 200만원을 선고했다.[7]